# Port Sudan
Port Sudan  (în arabă  بور سودا) este un oraș în Sudan, port la Marea Roșie. Este reședința statului Marea Roșie.